# Campora
Pour les articles homonymes, voir Campora (homonymie).
Campora est une commune italienne de la province de Salerne, dans la région Campanie.

## Histoire
Sous le règne du roi Guillaume II de Sicile, 
un certain Turgis de Campora, peut-être seigneur ou comte de Campora, fut chambrier de la Terre de Labour.

## Administration
| Période                                  | Période | Identité | Étiquette | Qualité |
| ---------------------------------------- | ------- | -------- | --------- | ------- |
|                                          |         |          |           |         |
| Les données manquantes sont à compléter. |         |          |           |         |

### Communes limitrophes
Cannalonga, Gioi, Laurino, Moio della Civitella, Novi Velia, Stio.